# يشوع بن علي النسطوري
يشوع بن علي النسطوري ويُعرف باسم بر علي، هو طبيبٌ ولغوي، كان قد عاش في أوائل القرن العاشر الميلادي الموافق للقرن الرابع الهجري. كان يكتب باللغة العربية والسريانية، ومن آثاره «قاموس سرياني عربي»، طبع قسمٌ منه هوفمان (G. Hoffmann) في كيل عام 1874.
يذكر كتاب «الرسائل المتبادلة بين الكرملي وتيمور» المنشور عام 1974 م بأنَّ المعجم السرياني العربي من تأليف «يشوع بن علي الطبيب النسطوري الذي كان حيًا في أوائل المئة العاشرة للميلاد. وقد عني المستشرق هوفمان بنشر قسم منه يحتوي على الحروف من (الألف) إلى (الميم) بحسب الأبجدية السريانية».